# Gare de Dolce Vita GR 20 (Calvi)
La gare de Dolce Vita GR 20 est une halte ferroviaire française de la ligne de Ponte-Leccia à Calvi (voie unique à écartement métrique), située sur le territoire de la commune de Calvi, dans le département de la Haute-Corse et la Collectivité territoriale de Corse (CTC). Au rond-point du croisement entre la N197 et la D151, elle donne accès au camping Dolce Vita.
C'est un quai de gare des chemins de fer de la Corse (CFC) desservi par des trains périurbains. L'arrêt est facultatif (AF) ; il faut signaler sa présence au conducteur pour qu'il y ait un arrêt du train.

## Situation ferroviaire
Établie à 4 mètres d'altitude, la gare de Dolce Vita GR 20 est située au point kilométrique (PK) 116,136 de la ligne de Ponte-Leccia à Calvi (voie unique à écartement métrique), entre les gares de Camp-Raffalli GR 20 (AF) et de Club Olympique (AF).

## Histoire
Proche de l'entrée du camping Dolce Vita, cette halte est aujourd'hui désaffectée. Elle se trouve à côté d'un rond point d'où part la route de Calenzana, ville de départ du sentier de grande randonnée GR20, située à 8,3 km.

## Service des voyageurs

### Accueil
Halte CFC, c'est un point d'arrêt non géré (PANG) à accès libre. Elle dispose d'un quai long. Arrêt facultatif (AF) : le train ne s'arrête que si la demande a été faite au conducteur.

### Desserte
Dolce Vita GR 20 est desservie, éventuellement (AF), par des trains CFC de la « desserte suburbaine de Balagne » relation Calvi - Île-Rousse. Les horaires sont fluctuants en fonction de la saison (juillet-août) et du hors saison (le reste de l'année).

### Intermodalité
L'arrêt est situé à proximité de l'entrée du camping Dolce Vita et de la route de Calenzana où débute le sentier de grande randonnée GR 20.